# Fabrica di Roma
Fabrica di Roma é uma comuna italiana da região do Lácio, província de Viterbo, com cerca de 6.654 (Cens. 2001) habitantes. Estende-se por uma área de 34,72 km², tendo uma densidade populacional de 191,65 hab/km². Faz fronteira com Carbognano, Castel Sant'Elia, Civita Castellana, Corchiano, Nepi, Vallerano, Vignanello.

## Demografia
| Variação demográfica do município entre 1861 e 2011                               |
|                                                                                   |
| Fonte: Istituto Nazionale di Statistica (ISTAT) - Elaboração gráfica da Wikipedia |